# Фортунаго
Фортунаго (итал. Fortunago) је насеље у Италији у округу Павија, региону Ломбардија.
Према процени из 2011. у насељу је живело 51 становника. Насеље се налази на надморској висини од 459 м.

## Становништво
Према резултатима пописа становништва 2011. у општини је живело 383 становника.
| 1936. | 1951. | 1961. | 1971. | 1981. | 1991. | 2001. | 2011. |
| ----- | ----- | ----- | ----- | ----- | ----- | ----- | ----- |
| 1.164 | 1.047 | 796   | 582   | 522   | 454   | 420   | 383   |